# Maxine Elliott
Maxine Elliott, pseudonimo di Jessie Dermott (Rockland, 5 febbraio 1868 – Cannes, 5 marzo 1940), è stata un'attrice, manager e direttrice teatrale statunitense.

## Biografia

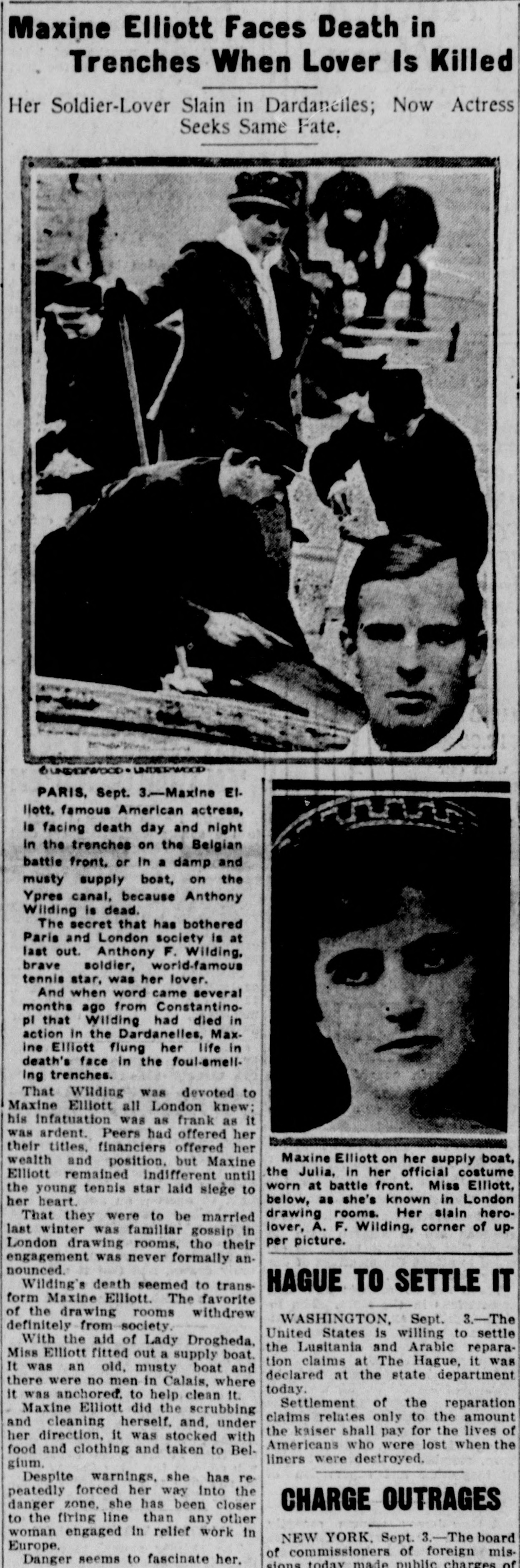
Cronaca del Seattle Star riguardo a Maxine Elliott

Figlia di Thomas Dermott, capitano di mare e di Adelaide Hill Dermott, aveva una sorella minore e almeno due fratelli, studiò sotto la guida di Dionysius Boucicault, e adottò il suo nome d'arte Maxine Elliott nel 1889, facendo la sua prima apparizione l'anno successivo in The Middleman a New York. Compì il suo apprendistato nelle compagnie di E. S. Willard, di Augustin Daly e di Nat Goodwin.
Nel 1895, ottenne la sua prima grande occasione quando Augustin Daly la assunse come attrice non protagonista per la sua star, Ada Rehan. Dopo aver divorziato dal suo primo marito, Elliott sposò il comico Nat C. Goodwin nel 1898. I due recitarono insieme in patria e all'estero in successi come Nathan Hale e The Cowboy and the Lady.
Tra le recitazioni di quegli anni si ricordano la produzione di Charles B. Dillingham di Her Own Way, con la quale debuttò a Broadway il 28 settembre 1903, ottenendo un grande successo. Quando la produzione si trasferì a Londra nel 1905, il re Edoardo VII del Regno Unito chiese che gli fosse presentata, e si diceva che avessero avuto una relazione intima.
Goodwin divorziò da Elliott nel 1908. In questo periodo divenne amica del finanziere John Pierpont Morgan. Sicuramente Morgan le diede consigli finanziari di ogni tipo e infatti Maxine Elliott diventatò una donna ricca grazie a questi consiglii. Poco dopo aver divorziato da Goodwin, tornò a New York e nel 1908 aprì il suo teatro, The Maxine Elliott, situato presso Broadway. Era sia proprietaria che manager teatrale e la sua prima produzione è stata The Chaperon. Recitò in film muti nel 1913.
Nel 1913 iniziò a frequentare la star del tennis Anthony Wilding, che aveva più di 15 anni meno di lei. Secondo il The Seattle Star aveva pianificato di sposare Wilding, ma egli morì il 9 maggio 1915 nella battaglia di Aubers Ridge. Dopo la sua scomparsa, secondo quanto riferito, divenne ossessionata dalla guerra, si trasferì in Belgio e offrì volontariamente sia il suo reddito che il suo tempo alla causa del soccorso belga, per il quale ricevette l'Ordine della Corona.
L'ultima sua apparizione sul palcoscenico fu nel 1920 in Trimmed in Scarlett, all'età di 52 anni. Nel 1932 si fece progettare dall'architetto Barry Dierks una villa in stile modernista a Vallauris, che chiamò Château de l'Horizon; lì ospitò spesso i suoi amici influenti, tra cui Winston Churchill e David Lloyd George. Ghiotta di burro (era capace di mangiarne vari panetti uno dopo l'altro, senza pane o altro cibo d'accompagnamento), negli ultimi anni di vita mise su molto peso. Secondo alcuni critici teatrali, Maxine Elliott fu famosa più per la sua statuaria bellezza e per gli amici famosi che per le sue doti artistiche.

## Teatro
- The Middleman (1890);
- Nathan Hale (1899);
- The Cowboy and the Lady (1900);
- Her Own Way (1903);
- The Chaperon (1908).